# آرتور موئودنیتسکی
آرتور موئودنیتسکی (لهستانی: Artur Młodnicki؛ ۲۸ اوت ۱۹۱۱ – ۱۶ ژوئیهٔ ۱۹۷۲) بازیگر اهل لهستان بود.
از فیلم‌ها یا برنامه‌های تلویزیونی که وی در آن نقش داشته‌است، می‌توان به ترانه‌های ممنوعه، عروسی، خاکستر و الماس و مرحله پایانی اشاره کرد.